# Charles Benjamin Incledon
Charles Benjamin Incledon (Worcester, 1764 - 1826) fou un tenor anglès.
L'extensió de la seva veu era de les més fenomenals que s'han conegut, doncs, segons llurs biògrafs, comprenia entre el registre natural i el falset quelcom més de tres octaves. També eren excepcionals la bellesa del timbre i el volum, i quant a la flexibilitat de gola, no tenia res d'envejar a les millors sopranos lleugeres.